# Johann Gottfried Boltze

J. G. Boltze

Johann Gottfried Boltze (* 14. Januar 1802 in Gödewitz; † 30. Mai 1868 in Salzmünde) war ein deutscher Unternehmer in der Landwirtschaft der Provinz Sachsen. Der Gasthof- und Mühlenbesitzer nimmt in der Wirtschaftsgeschichte der preußischen Provinz Sachsen auf dem Gebiet des Zuckerrübenbaus durch mehrere Neuerungen einen bleibenden Platz ein.

## Leben
Boltze studierte an der Friedrichs-Universität Halle und war 1830/31 im Corps Saxonia Halle aktiv. Er lebte im Herrenhaus Salzmünde.
Als Altliberaler wurde er 1848 in die Preußische Nationalversammlung und 1849 in das Preußische Abgeordnetenhaus (die Zweite Kammer des Preußischen Landtags) gewählt. Er gehörte keiner Fraktion an. Zu seinen engsten Freunden zählten Karl August Jacob, Ludwig Wucherer und Carl Degenkolb, mit denen er unter anderem im Jahr 1855 die Werschen-Weißenfelser Braunkohlen AG gründete. 1867 wurde Boltze in den konstituierenden Reichstag des Norddeutschen Bundes gewählt.
Er stiftete das 1858 errichtete Bethaus Salzmünde.

## Familie
Johann Gottfried Boltze war der Sohn des Johann Gottfried Boltze sen., Gastwirt, landwirtschaftlicher Pächter, Braunkohlegrubenbesitzer und Kaufmann in Salzmünde bei Halle, und der Maria Dorothea Peuschel, Tochter des Landwirts Christian Peuschel in Beesenstedt. Johann Gottfried Boltze jun. und seine Frau Ida geb. Kamprad hinterließen vier Töchter.